# Raptus (film)
Raptus, anche conosciuto con il titolo alternativo di Eros e Thanatos, è un film drammatico italiano del 1969, diretto da Marino Girolami sotto lo pseudonimo di Jean Bastide.

## Trama
Franco Adami ferisce una prostituta accondiscendente per fotografarla, ma fuggito per il senso di colpa, ne causa la morte per dissanguamento. La scena è stata osservata da un guardone, Garavino, che lo denuncia. Adami viene difeso inizialmente dall'avvocato D'Orazio, che si dimostra incapace. In seguito, la difesa viene assunta dall'abile avvocato Montani che, per evitare l'ergastolo ad Adami, ricorre a un escamotage psicologico, facendo finire così il suo cliente al manicomio.

## Distribuzione
Il titolo di lavorazione era Eros e Thanatos. Dopo una prima bocciatura da parte della Commissione di censura cinematografica, il film fu ripresentato con il nuovo titolo e alcuni tagli. Uscì in sala nel novembre 1969.

## Colonna sonora
La colonna sonora del film è stata composta da Piero Umiliani. Il commento musicale non è mai stato pubblicato integralmente. La sola traccia tratta da tale composizione è stata pubblicata come retro del 45 giri Vieni a dirmi ciao, che sul lato A riporta una traccia della colonna sonora del film La legge dei gangsters, anch'essa musicata da Piero Umiliani nello stesso anno.